# Warin (Thurgau)
Warin († 20. Mai 774) war ein fränkischer Adliger, der in der Mitte des 8. Jahrhunderts vielfältige Spuren in der Geschichte Alemanniens hinterlassen hat.

## Leben
Er war nach der Zerschlagung des alemannischen Herzogtums durch die Karolinger und durch das Blutgericht zu Cannstatt (746) neben Ruthard einer derjenigen Franken, die in Alemannien die fränkische Herrschaft als „administratores Alamanniae“ durchsetzten, die fränkische Grafschaftsverfassung und das Fiskalgut organisierten. Er war dabei vor allem südlich des Bodensees aktiv, während Ruthard eher nördlich des Sees arbeitete.
Als Graf im Thurgau ist Warin seit dem Jahr 754 nachgewiesen. 759 waren es dann er und Ruthard, die den Klostergründer Otmar von St. Gallen verfolgen, gefangen nehmen, anklagen und aburteilen ließen. Auslöser dieser Aktion waren Spannungen zwischen dem Kloster und dem Bischof von Konstanz, der St. Gallen seinem Bistum unterstellen wollte. Ruthard und Warin erhielten für ihre Unterstützung Güter aus dem Besitz St. Gallens geschenkt, die zumindest Ruthard nur zum Teil in den Fiskus eingliederte. In seinen letzten Jahren, wohl ähnlich wie bei Ruthard ab der Thronbesteigung Karls des Großen ging sein Einfluss zurück, ohne dass man von einem Sturz sprechen kann. Sein Sohn Isanbard konnte offenbar das Amt als Graf zumindest im Thurgau von ihm übernehmen, bemühte sich auch um eine Verständigung mit dem Kloster St. Gallen, ohne allerdings seinen Vater dabei zu belasten.
Das besorgte dann König Konrad I., der bereits im Dezember 911, also nur einen Monat nach seiner Wahl, das Kloster St. Gallen besuchte und eine jährliche Gabe an das Grab Otmars zusagte, weil er der „Sohn jener Henker“ (gemeint sind Ruthard und Warin) und damit zur Sühne verpflichtet sei.

## Familie
Warin war mit Hadellind verheiratet, beide sind um 770 die Gründer des Klosters Buchau. Hadellind wird als Tochter des Hildebrand, Herzog von Spoleto, und der Regarde angegeben, die wiederum eine Schwester des bayerischen Herzogs Odilo gewesen sein soll, auch wenn die Buchauer Gründungslegende Hildebrand als schwäbischen Herzog und Regarde als bayerische Herzogin und Schwester von Hildegard, der Ehefrau Karls des Großen, bezeichnet, sowie Hadellind als erste Äbtissin bis in die Zeit um 809 amtieren lässt.
Söhne Warins und Hadellinds sind:
- Isanbard, Graf im Thurgau
- Swabo

Der Chronist Ekkehard IV. hält Warin (und Ruthard) offenbar für Welfen. Hans Jänichen, der in Ruthard zwei Personen sieht, Ruthard den Älteren und Ruthard den Jüngeren, Vater und Sohn, sieht in Warin den Sohn des einen und den Bruder des anderen, ohne damit Ekkehard IV. zu widersprechen. Die Auffassung Jänichens ist umstritten. Josef Fleckenstein wiederum vermutet in Warin einen Angehörigen der Familie der Widonen.